# Regina (imię)
Regina – imię żeńskie pochodzące od łacińskiego słowa regina – królowa. Imię to nawiązuje do miana Regina Coeli, którym określa się Matkę Boską Królową Niebios. W Polsce notowano je od XIV wieku.
W styczniu 2024 r. w rejestrze PESEL, wśród publicznie dostępnych danych dotyczących osób żyjących, wykazano 42.300 kobiet o imieniu Regina nadanym jako imię pierwsze.
Regina imieniny obchodzi: 17 marca, 7 września i 21 listopada.

## Kobiety o imieniu Regina
- Regina z Alezji – święta katolicka, dziewica i męczennica z pierwszych wieków chrześcijaństwa
- Regina Protmann – zakonnica, błogosławiona (zm. 1613)
- Regina – konkubina Karola Wielkiego
- Regina – nieślubna córka Zygmunta I Starego
- Regina Fleszarowa – polska działaczka społeczna i polityk, senator IV kadencji w II RP (1935–1938), współzałożycielka Stronnictwa Demokratycznego
- Regina Gerlecka – szachistka
- Regina Hall – aktorka
- Regina Kamińska – aktorka
- Regina Pisarek – piosenkarka
- Regina Spektor – piosenkarka
- Regina Smendzianka – pianistka
- Regina Wasilewska-Kita – posłanka
- Verla Eileen Regina Brennan – amerykańska aktorka
- Nichole-Reine Lepaute (1723–1788) – francuska astronom.